# فلاديسلاف راديموف
فلاديسلاف راديموف (بالروسية: Радимов, Владислав Николаевич)‏ (26 نوفمبر 1975 سانت بطرسبرغ روسيا - ) هو لاعب كرة قدم روسي، يلعب كلاعب وسط، شارك في بطولة أمم أوروبا 2004.

## وصلات خارجية
فلاديسلاف راديموف على موقع الاتحاد الدولي (مؤرشف)  (الإنجليزية)
- فلاديسلاف راديموف على موقع الاتحاد الأوربي (الإنجليزية)
- فلاديسلاف راديموف على موقع قاعدة بيانات كرة القدم.إي يو (الإنجليزية)
- فلاديسلاف راديموف على موقع ناشيونال فوتبول تيمز (الإنجليزية)
- فلاديسلاف راديموف على موقع عالم كرة القدم.نت (الإنجليزية)